# Arroio Grande
Pour les articles homonymes, voir Arroio Grande (cours d'eau) et Arroio.
Arroio Grande est une ville brésilienne du Sud-Est de l'État du Rio Grande do Sul, faisant partie de la microrégion de Jaguarão et située à 339 km au sud-ouest de Porto Alegre, capitale de l'État. Elle se situe à une latitude de 29° 40′ 00″ sud et à une longitude de 53° 40′ 00″ ouest, à une altitude de 22 mètres. Sa population était estimée à 18 358 en 2007, pour une superficie de 2 518 km2.
La ville se trouve au bord de la Lagoa Mirim, vaste étendue d'eau douce.
Arroio Grande est un des plus gros producteurs de riz de l'État, et possède aussi un important cheptel bovin, ovin et équin. La production de granite y est aussi importante et la pêche artisanale une activité essentielle du district de Santa Isabel.

## Villes voisines
- Jaguarão
- Herval
- Pedro Osório
- Capão do Leão
- Rio Grande